# Племянницы госпожи полковницы (фильм, 1980)
«Племянницы госпожи полковницы» — эротический фильм 1980 года швейцарского режиссёра Эрвина Дитриха с французскими актрисами, римейк его же одноименного фильма 1968 года. По мотивам романа «Кузины полковницы» 1880 года, приписываемому Ги де Мопассану.

## Сюжет
Мадам Янне — ещё очень молодая вдова офицера. Она заботится о своих хорошеньких племянницах Джулии и Флорентине. Поскольку девушки слишком понравились друг другу и живут лесбийскими навязчивыми идеями, тётушка решает, что им пора бы познакомиться с мужчинами, но заботящаяся о племянницах, она хотела бы сама вначале проверить качества любовников, чтобы они не разочаровали неопытных девушек.

## В ролях
- Карин Гамбье — мадам Янне, госопожа полковница
- Бриджит Ляэ — Джулия
- Паскаль Виталь — Флорентина
- Эрик Фалк — Эрик
- Майк Монтана — Симнон
- Вилли Стоер — Жерар
- Франс Ломай — маркиз
- Надин Паскаль — Нинетта, горничная
- Кэти Стюарт — Нана, горничная

## Критика
Ничего особенного, просто серия очень хорошо снятых эротических сексуальных сцен, все они выполнены привлекательным актерским составом и сняты в роскошных, богато украшенных местах. Склонность Дитриха к съёмкам на открытом воздухе здесь полностью раскрывается, сцена с Гамбье и кукурузным початком является наиболее показательной. Вы не сползёте с кресла от саспенса или неотразимой человеческой драмы… но очень игривый и приятный секс-фильм, который обязательно понравится любителям европейской эротики.
Оригинальный текст (англ.)There’s not much of a story to this one, it’s really just a series of very nicely shot softcore (but sometimes only barely) sex scenes all handled with an attractive cast of Dietrich regulars and filmed on lavish, ornate locations. Dietrich’s penchant for filming things outdoors is on full display here, the scene with Gambier and the corncob being the most obvious. but yeah, you’re not going to come to this one for edge of your seat suspense or compelling human drama... but a very playful and enjoyable sex film that fans of European softcore smut and Dietrich’s pictures in particular should definitely enjoy.

## Литературная основа
Фильм является вольной экранизацией французского эротического романа 1880 года «Кузины полковницы», в оригинале «Les Cousines de la Colonelle» за авторством Madame la Vicomtesse de Cœur-Brûlant (мадам виконтесса Пламенное Сердце). Вопрос авторства является дискуссионным. Роман приписывался Ги де Мопассану, в то же время реальным автором называют маркизу Анриэтту де Маннури д’Экто (marquise de Mannoury d’Ectot): влиятельная дама, племянница учёного Никола Леблана, владевшая поместьем близ Аржантана в Нормандии, где устраивала литературные салоны, который посещал в том числе и Мопассан.
На русский язык отрывки романа в переводе Аси Петровой были опубликованы в 2012 году в журнале «Иностранная литература».

В произведении, ставшем знаковым для эротической литературы, рассказывается захватывающая, полная приключений и любовных интриг жизнь двух сестёр; эта книга совмещает в себе жанры семейной хроники и женского галантного романа.